# Tony Giannetta
Tony Giannetta est un footballeur français d'origine italienne né le 30 octobre 1961 à Reims.

## Biographie
Ce joueur est milieu de terrain au Stade de Reims dans les années 1980. 
Il revient ensuite au club champenois, comme entraîneur-joueur, participant à la remontée de Reims de la division d'honneur au National 3. 
Ses deux frères Gérardo et Rosario Giannetta ont également joué dans la cité des sacres.

## Carrière de joueur
- 1980-1986 :  Stade de Reims
- 1986-1987 :  CS Louhans-Cuiseaux
- 1987-1988 :  Angers SCO
- 1988-1990 :  SC Abbeville [1]

## Carrière d'entraîneur
- 1990-1993 :  Château-Thierry (responsable des jeunes de l'école de football aux –17 ans)
- 1993-1996 :  Stade de Reims (entraîneur-joueur)
- 1996-2000 :  US Laon (en DH puis CFA2)
- 2000-oct. 2001 :  SC Tinqueux (en CFA2)